# Баджи, Доминик
Домини́к Джоэ́л Баджи́ (фр. Dominique Joel Badji; 16 октября 1992, Дакар, Сенегал) — сенегальский футболист, нападающий клуба «Ди Си Юнайтед».

## Биография
Баджи родился в столице Сенегала Дакаре. Жил в Танзании и Зимбабве. Приехал в США в подростковом возрасте с целью учёбы в Епископальной старшей школе-интернате в Алегзандрии (Виргиния).
В 2011—2014 годах Баджи обучался в Школе менеджмента Бостонского университета по специальности «Бизнес», совмещая обучение с игрой за университетскую футбольную команду в Национальной ассоциации студенческого спорта.
В 2014 году также выступал за клуб «Реал Бостон Рамз» в лиге USL PDL.
На Супердрафте MLS 2015 Баджи был выбран в четвёртом раунде под общим 67-м номером клубом «Колорадо Рэпидз». Контракт с ним клуб подписал 4 марта 2015 года после успешного предсезона. Его профессиональный дебют состоялся 7 марта 2015 года в матче первого тура сезона против «Филадельфии Юнион», в котором он вышел в стартовом составе. 10 апреля 2015 года в матче против «Далласа» забил свой первый гол в профессиональной карьере. За забитый мяч и активные действия в этом матче был включён в символическую сборную недели MLS.
9 июля 2015 года Баджи отправился в аренду в аффилированный клуб USL «Шарлотт Индепенденс». Дебютировал в третьем дивизионе США 10 июля 2015 года в матче против «Луисвилл Сити». 5 августа 2015 года в матче против «Нью-Йорк Ред Буллз II» забил свои первые голы за «Шарлотт Индепенденс», оформив дубль. 28 августа 2015 года «Колорадо Рэпидз» отозвал Баджи из аренды.
5 октября 2017 года Баджи продлил контракт с «Колорадо Рэпидз» на два года, до конца сезона 2019. 31 марта 2018 года в матче против «Филадельфии Юнион» оформил хет-трик. В июле 2018 года Баджи получил грин-карту и в MLS перестал считаться иностранным игроком.
23 июля 2018 года Баджи с местом иностранного игрока был обменян в «Даллас» на Келлина Акосту. Дебют за техасский клуб, в матче против «Сиэтл Саундерс» 12 августа 2018 года, отметил голом.
2 декабря 2019 года Баджи был продан в новый клуб MLS «Нэшвилл» за $325 тыс. в распределительных средствах. 29 февраля 2020 года участвовал в дебютном матче клуба в лиге, где его соперником был «Атланта Юнайтед». В матче против «Атланты Юнайтед» 12 сентября 2020 года забил свой первый гол за «Нэшвилл».
29 июля 2021 года Баджи вернулся в «Колорадо Рэпидз», перейдя за $50 тыс. в общих распределительных средствах. Дополнительные $50 тыс. были бы выплачены «Нэшвиллу», если «Рэпидз» переподписал бы игрока на сезон 2022. По окончании сезона 2021 срок контракта Баджи с «Колорадо Рэпидз» истёк и стороны начали переговоры по новому контракту.
4 января 2022 года Баджи на правах свободного агента присоединился к «Цинциннати», подписав контракт на сезон 2022 с опциями продления на сезоны 2023 и 2024. За «Цинциннати» дебютировал 26 февраля 2022 года в матче стартового тура сезона против «Остина», заменив во втором тайме Ника Марканича. 27 мая 2023 года в матче против «Колорадо Рэпидз» забил свой первый гол за «Цинциннати». По окончании сезона 2023 «Цинциннати» отклонил опцию продления контракта с Баджи, но провёл переговоры с ним о новом контракте.
18 января 2024 года Баджи подписал контракт с клубом Первой лиги Турции «Бандырмаспор» сроком на полтора года. Дебютировал за «Бандырмаспор» 28 января 2024 года в матче против «Гиресунспора», выйдя на замену в конце второго тайма вместо Муссы Джитте. 3 апреля 2024 года в матче против «Алтая» забил свой первый гол за «Бандырмаспор».
4 июля 2024 года Баджи на правах свободного агента вернулся в MLS, подписав контракт с «Ди Си Юнайтед» до конца сезона 2026 с опцией продления на сезон 2027. За вашингтонский клуб дебютировал 26 июля 2024 года в матче Кубка лиг против «Атланты Юнайтед», отметившись голевой передачей.

## Достижения
Командные
 «Цинциннати»
- Победитель регулярного чемпионата MLS: 2023

## Статистика
| Выступление                  | Выступление      | Выступление      | Лига | Лига | Плей-офф | Плей-офф | Кубок | Кубок | Континент | Континент | Итого | Итого |
| Клуб                         | Лига             | Сезон            | Игры | Голы | Игры     | Голы     | Игры  | Голы  | Игры      | Голы      | Игры  | Голы  |
| ---------------------------- | ---------------- | ---------------- | ---- | ---- | -------- | -------- | ----- | ----- | --------- | --------- | ----- | ----- |
| Колорадо Рэпидз              | MLS              | 2015             | 15   | 2    | —        | —        | 2     | 1     | —         | —         | 17    | 3     |
| Колорадо Рэпидз              | MLS              | 2016             | 27   | 6    | 4        | 0        | 2     | 1     | —         | —         | 33    | 7     |
| Колорадо Рэпидз              | MLS              | 2017             | 33   | 9    | —        | —        | 1     | 1     | —         | —         | 34    | 10    |
| Колорадо Рэпидз              | MLS              | 2018             | 16   | 7    | —        | —        | 1     | 0     | 2         | 0         | 19    | 7     |
| Колорадо Рэпидз              | Итого            | Итого            | 91   | 24   | 4        | 0        | 6     | 3     | 2         | 0         | 103   | 27    |
| Шарлотт Индепенденс (аренда) | USL              | 2015             | 6    | 2    | —        | —        | —     | —     | —         | —         | 6     | 2     |
| Шарлотт Индепенденс (аренда) | Итого            | Итого            | 6    | 2    | —        | —        | —     | —     | —         | —         | 6     | 2     |
| Даллас                       | MLS              | 2018             | 10   | 2    | 1        | 0        | —     | —     | —         | —         | 11    | 2     |
| Даллас                       | MLS              | 2019             | 28   | 6    | 0        | 0        | 2     | 1     | —         | —         | 30    | 7     |
| Даллас                       | Итого            | Итого            | 38   | 8    | 1        | 0        | 2     | 1     | —         | —         | 41    | 9     |
| Нэшвилл                      | MLS              | 2020             | 12   | 1    | 0        | 0        | —     | —     | —         | —         | 12    | 1     |
| Нэшвилл                      | MLS              | 2021             | 5    | 0    | —        | —        | —     | —     | —         | —         | 5     | 0     |
| Нэшвилл                      | Итого            | Итого            | 17   | 1    | 0        | 0        | —     | —     | —         | —         | 17    | 1     |
| Колорадо Рэпидз              | MLS              | 2021             | 12   | 5    | 1        | 0        | —     | —     | —         | —         | 13    | 5     |
| Колорадо Рэпидз              | Итого            | Итого            | 12   | 5    | 1        | 0        | —     | —     | —         | —         | 13    | 5     |
| Цинциннати                   | MLS              | 2022             | 24   | 0    | 1        | 0        | 0     | 0     | 1         | 0         | 26    | 0     |
| Цинциннати                   | MLS              | 2023             | 23   | 5    | 4        | 0        | 4     | 0     | 0         | 0         | 31    | 5     |
| Цинциннати                   | Итого            | Итого            | 47   | 5    | 5        | 0        | 4     | 0     | 1         | 0         | 57    | 5     |
| Бандырмаспор                 | Первая лига      | 2023/24          | 7    | 1    | —        | —        | 1     | 0     | —         | —         | 8     | 1     |
| Бандырмаспор                 | Итого            | Итого            | 7    | 1    | —        | —        | 1     | 0     | —         | —         | 8     | 1     |
| Ди Си Юнайтед                | MLS              | 2024             | 0    | 0    | —        | —        | —     | —     | 2         | 0         | 2     | 0     |
| Ди Си Юнайтед                | Итого            | Итого            | 0    | 0    | —        | —        | —     | —     | 2         | 0         | 2     | 0     |
| Всего за карьеру             | Всего за карьеру | Всего за карьеру | 218  | 46   | 11       | 0        | 13    | 4     | 5         | 0         | 247   | 50    |